# Isaac del Toro
Isaac del Toro Romero (ur. 27 listopada 2003 w Ensenadzie) – meksykański kolarz szosowy.

## Osiągnięcia
Opracowano na podstawie:

2023
- 1. miejsce w Tour de l’Avenir

2024
- 3. miejsce w Tour Down Under
  - 1. miejsce w klasyfikacji młodzieżowej
  - 1. miejsce na 2. etapie
- 4. miejsce w Tirreno-Adriático
- 1. miejsce w Vuelta a Asturias
  - 1. miejsce w klasyfikacji punktowej
  - 1. miejsce na 1. etapie

2025
- 2. miejsce w Clásica Jaén Paraíso Interior
- 1. miejsce w klasyfikacji młodzieżowej Vuelta al País Vasco
- 1. miejsce w wyścigu Mediolan-Turyn
- 2. miejsce w Giro d’Italia
  - 1. miejsce w klasyfikacji młodzieżowej
  - 1. miejsce na 17. etapie
- 1. miejsce w Tour of Austria
  - 1. miejsce w klasyfikacji punktowej i młodzieżowej
  - 1. miejsce na 2., 3. i 4. etapie
- 1. miejsce w Clàssica Terres de l’Ebre
- 2. miejsce w Prueba Villafranca-Ordiziako Klasika

## Starty w Wielkich Tourach
| Grand Tour | 2024 | 2025 |
| ---------- | ---- | ---- |
| Giro       | -    | 2.   |
| Tour       | -    | -    |
| Vuelta     | 36.  |      |

## Rankingi
| Rok              | 2023 | 2024 |
| ---------------- | ---- | ---- |
| World Ranking    | 350. | 57.  |
| UCI America Tour | 33.  | 6.   |
|                  |      |      |
| Źródło: UCI      |      |      |